# Servizio militare

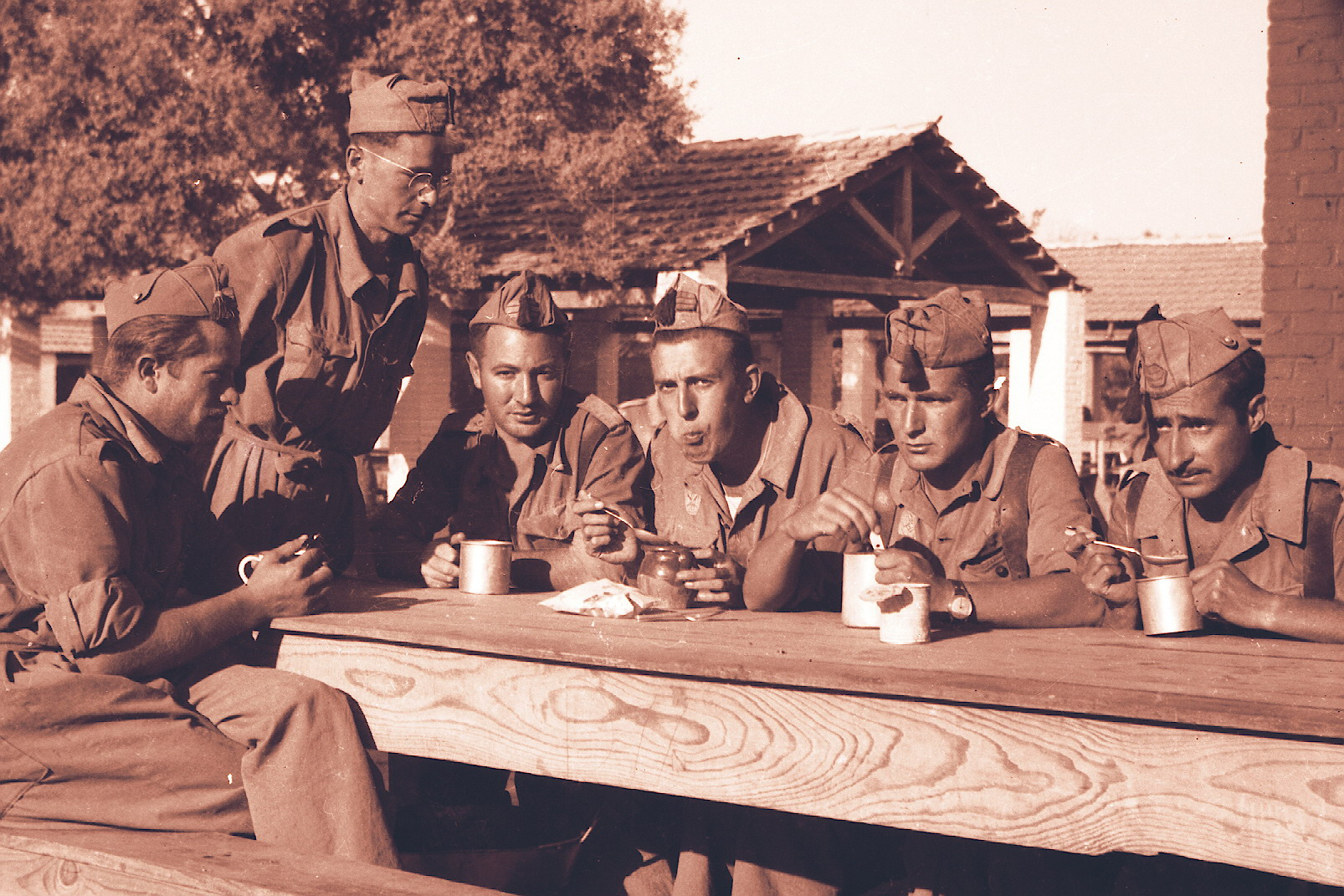
Alcuni soldati spagnoli durante il servizio militare nel 1945

Il servizio militare (definito anche leva o servizio di leva) indica il servizio, obbligatorio o volontario, che un cittadino di uno Stato svolge per un periodo di tempo prestabilito presso le forze armate del paese presso il quale risiede, tramite l'istituto della coscrizione.
In molti paesi l'obbligatorietà del servizio ricade solo sui cittadini di sesso maschile, seppur con alcune eccezioni, rappresentate, ad esempio, da Israele e Corea del Nord, dove tale obbligo è stabilito anche per le donne, con il servizio militare femminile. In via generale, può essere prestato in varie forme, anche con arruolamento volontario e in corpi speciali.

## Sinossi storica
Nessuna forza armata
     Nessuna coscrizione
     Progetto di abolizione della coscrizione in futuro
     Coscrizione attiva, ma meno del 20% dell'intera fascia d'età è arruolato.
     Coscrizione attiva
     Nessuna informazione

Nessuna forza armata
Nessuna coscrizione
Progetto di abolizione della coscrizione in futuro
Coscrizione attiva, ma meno del 20% dell'intera fascia d'età è arruolato.
Coscrizione attiva
Nessuna informazione

Nei tempi più antichi non esisteva un insieme di disposizioni che regolassero il servizio alle armi: tutti i maschi di una comunità di individui (ad esempio, la tribù o la famiglia) in grado di combattere partivano per la guerra o si organizzavano a difesa in caso di necessità. Tale regola pratica sopravvisse per secoli nelle popolazioni nomadi e in quelle che venivano definite barbare dalla civiltà romana. Altre volte si ricorreva a truppe mercenarie; famose furono quelle costituite da mercenari svizzeri.
Per avere una codificazione dei doveri dei singoli, degli obblighi specifici di ciascuno, delle cause d'esenzione dal servizio militare, occorre attendere tempi dell'antica Grecia e dell'antica Roma.
Talvolta, dal punto di vista dell'antropologia, era considerato un rito di passaggio.

### Antica Grecia
Nell'antica Grecia la necessità di un servizio militare diffuso si verificò con il sorgere della potenza delle singole città (polis): il dovere militare venne allora direttamente collegato a quelli che oggi chiameremmo i diritti politici dei cittadini.
Siccome i chiamati dovevano equipaggiarsi a proprie spese, alla leva erano sottoposti soltanto coloro che avessero un certo censo: di essi si teneva un accurato elenco (catalogo) e soltanto gli iscritti nell'elenco potevano partecipare al governo della città. In casi di estrema gravità si faceva comunque ricorso (in genere per i servizi ausiliari) anche agli altri cittadini.
La leva avveniva secondo regole comuni a quasi tutte le città greche; regole che ci sono state descritte accuratamente per quanto riguardava la città di Atene al tempo di Solone. In Atene i cittadini erano divisi in quattro classi: alle prime tre incombeva l'obbligo di servire con armatura completa nella fanteria, nella cavalleria o al comando di una nave; dalla quarta classe venivano tratte le truppe leggere. I giovani, al compimento del diciottesimo anno, una volta accertata la loro attitudine fisica, venivano iscritti nel catalogo della rispettiva tribù, che comprendeva ben quarantadue classi di leva (dai 18 ai 60 anni). Gli appartenenti alle prime due ed alle ultime dieci non venivano arruolati per il servizio di campagna, ma per quello territoriale. Più tardi tali regole vennero in disuso e si ricorse sempre con maggiore ampiezza al servizio dei mercenari o ad eserciti arruolati in proprio dai vari condottieri.

### Antica Roma
A Roma, dopo un iniziale periodo nel quale vi furono ovviamente precise disposizioni in quanto tutti gli abili alle armi dovevano contribuire alla comune difesa, si instaurò la leva (dilectus) quando l'accrescimento del numero dei cittadini atti alle armi permise e impose di scegliere fra essi quelli idonei alla pesantezza del servizio.
Nell'esercito romano, inizialmente, il soldato doveva equipaggiarsi con i mezzi propri; con l'ordinamento serviano i cittadini furono perciò distinti in cinque classi di censo. L'esercito di campagna veniva reclutato tra gli juniores, che erano costituiti dai maschi dai 18 ai 46 anni; esistevano poi i seniores (dai 47 ai 60 anni), che potevano essere chiamati per i servizi territoriali.
Il quadro di leva dell'epoca più antica era costituito dalle classi, distinte in centurie: più tardi venne sostituito dalle tribù. A mano a mano che il dominio di Roma si estese nella Penisola e nel Mediterraneo, i sistemi di reclutamento si modificarono, adattandosi alle condizioni ambientali. Erano ammesse varie cause di dispensa: età, numero di campagne fatte (in genere, secondo Polibio, dieci a cavallo o sedici a piedi).
Nel corso del I secolo a.C. i sistemi di leva si modificarono profondamente: gli eserciti romani si formarono ordinariamente con volontari e si ricorse alla leva coatta solo quando i volontari non si offrivano in numero sufficiente.

### Medioevo
Alla caduta dell'Impero romano d'Occidente, nei regni romano-barbarici che gli successero il servizio militare spettava teoricamente a tutti i liberi, ma, in pratica, si svilupparono le consorterie legate ai grandi: si ebbero così eserciti quasi privati legati a una casta di professionisti. Con il sorgere ed il diffondersi del feudo, ogni feudatario di una certa importanza ebbe il suo esercito, in cui servivano praticamente tutti gli uomini validi alle armi. Carlo Magno istituì la scara, una guardia del corpo personale mantenuta a spese dei cittadini. A partire dall’età longobarda e sino all'XI secolo nelle sue diverse fasi politiche e istituzionali (longobardo, carolingio, italico e “tedesco”), si può osservare una continuità nella leva militare, che era obbligatoria e avvenne per censo e su base urbana. Un ufficiale pubblico chiamava alle armi gli uomini, di questi, una parte (generalmente i fanti) rimaneva in città per la difesa delle mura, mentre una parte (più probabilmente solo i cavalieri) seguiva l'ufficiale nelle spedizioni locali e per unirsi all'esercito regio.
L’organizzazione del reclutamento su base cittadina dell’esercito longobardo appare dunque il modello seguito nel Regno d'Italia nei secoli successivi. Nei secoli IX e X rimase attivo l’impianto degli ufficiali pubblici (conti e marchesi, e poi vescovi) incaricati della leva militare, che iniziò ad essere integrata da contingenti di signori laici ed ecclesiastici. L’esercito regio, dall’epoca carolingia all'XI secolo, diventò quindi una coalizione di eserciti urbani e vassallatici al seguito del re, proprio come, nel XII secolo l'esercito, imperiale di Federico I di Svevia era formato da contingenti urbani forniti dai comuni fedeli all’impero e vassallatici dei grandi signori territoriali (il marchese di Monferrato, i Malaspina, il conte di Biandrate, solo per citare alcuni esempi).
I contingenti cittadini dell’esercito regio, dunque, continuarono tra IX e XI secolo a essere reclutati per la difesa locale delle mura e per partecipare alle spedizioni del re. Questi eserciti divennero, nel XII secolo, gli eserciti comunali, possiamo quindi osservare come, l’obbligatorietà del servizio militare urbano, attestata in tutti gli statuti cittadini di età comunale, sia la diretta prosecuzione dell’eribanno carolingio, ovvero l’obbligo di servire nell’esercito per quaranta giorni all’anno, grossomodo la stessa durata ancora in vigore in età comunale.
Benché lo stato carolingio si sia sgretolato lentamente tra X e XI secolo, gli eserciti urbani dell’Italia centro-settentrionale continuarono a essere mobilitati (prima dal conte e dal vescovo e poi dai consoli) e impiegati sia in difesa della città che operazioni militari.
Dalla seconda metà del XIII secolo, nell'Italia centro-settentrionale i comuni, gradualmente, cessarono di mobilitare l'intero esercito comunale, limitandosi a chiamare alle armi contingenti più ristretti, ma selezionati, generalmente composti da soli fanti e reclutati tra i cittadini e gli abitanti delle campagne, detti "cernide". Tale prassi proseguì anche nel Trecento, come è documentato nel Ducato di Milano ed a Venezia, dove le cernide erano una milizia territoriale, costituita prevalentemente da contadini.
A partire dal XIII secolo cominciarono a diffondersi, in Europa e soprattutto nei Comuni l'utilizzo di truppe mercenaria che si affiancavano alle varie milizie comunali formate dai cittadini generalmente su base volontaria o su obbligo di prestare servizio militare: per la difesa delle mura erano mobilitati tutti gli uomini validi, mentre gli abitanti del contado erano in genere impiegati per i servizi ausiliari. I primi mercenari furono uomini a cavallo che, riuniti in gruppi compatti, furono assoldati da alcuni Comuni prima e poi da Federico II. Si svilupparono così le compagnie di ventura, spesso bene armate e molto potenti, i cui comandanti (detti capitani) raggiunsero larga fama ed ebbero ambiti riconoscimenti ed onori. Divenne poi tradizionale per i mercenari di una data regione servire di generazione in generazione la stessa potenza. Tra il XV ed il XVI secolo soltanto pochi Stati avevano milizie territoriali (Venezia, Imola e Forlì, la Romagna del Duca Valentino). Il Machiavelli metteva giustamente in guardia i governanti contro l'infedeltà delle truppe mercenarie.
Secondo quanto raccontato Marco Polo ne Il Milione, la leva obbligatoria era in uso nella Cina settentrionale (Regno dei Manji, confinante con il Catai). Nel capitolo CXXXI della sua opera si riporta che il sovrano sceglieva i giovani adatti alle armi e li inviava nelle zone di maggior pericolo, dove essi dovevano prestar servizio da quattro a cinque anni, dopo di che dovevano essere sostituiti. I giovani di una regione venivano inviati sempre in regioni diverse e il loro sostentamento era completamente a carico del sovrano.

### Età moderna e contemporanea
Con l'avvento dell'età moderna, parallelamente alla nascita degli Stati nazionali, gradualmente si cominciò ad introdurre il servizio militare obbligatorio di massa; il primo caso fu quello della Francia durante la guerra dei cent'anni. Successivamente esempi famosi di eserciti composti da coscritti furono quelli del Regno di Prussia all'inizio del XVIII secolo e della Prima Repubblica francese, sorta a seguito della Rivoluzione francese; tale modello fu riconfermato anche nel Primo Impero francese, e fu alla base del reclutamento in tutta Europa della Grande Armée napoleonica; tale soluzione, esportata da Napoleone, che aveva il vantaggio di poter disporre di un numero molto alto di soldati, venne in seguito utilizzata da tutti gli altri Stati europei. Con l'avvento del XX secolo, infine, sempre più paesi, come, ad esempio, gli Stati Uniti d'America, hanno sperimentato il servizio su base volontaria nei propri eserciti.
Nell'età contemporanea si tende a privilegiare un servizio volontario, fondato su base professionale; a fronte dei notevoli progressi della scienza e della tecnica, ed in generale dello sviluppo della tecnologia e il superamento del concetto dello scontro frontale tra masse di soldati, molti Stati oggi hanno abolito il servizio militare, anche a fronte di pesanti prese di posizione dell'opinione pubblica, come nel caso degli Stati Uniti d'America, dove la coscrizione è stata sospesa subito dopo la conclusione della guerra in Vietnam. Infatti, la tendenza, soprattutto in molti Stati appartenenti all'Unione europea, è stata quella del passaggio da un servizio obbligatorio ad uno su base volontaria, anche se permangono episodi di coscrizione (ad esempio in Grecia) legati a esigenze di tipo tattico (politica di neutralità armata, posizione strategica e/o vicinanze ad aree "calde" del mondo) od organizzative; generalmente, l'obbligo di leva senza alcuna alternativa civile permane negli Stati a regime dittatoriale (ad esempio, in Corea del Nord e a Cuba) e in quelli che si trovino in particolari condizioni di crisi, come nel caso di Israele, in cui anche le donne sono soggette alla coscrizione. Infine, in quasi tutti i paesi in cui la coscrizione è ancora prevista, è istituito anche un servizio alternativo (servizio civile) per coloro che si rifiutano di prestare servizio militare per motivi etici, morali, ideologici o religiosi, i cosiddetti obiettori di coscienza. Solitamente il servizio alternativo presenta una durata superiore o uguale ma mai inferiore al servizio militare obbligatorio, ad eccezione della Svezia.
Rifiutare di svolgere anche il servizio civile, o non svolgere il servizio militare laddove non è previsto alcun servizio alternativo all'interno dell'ordinamento, significa commettere il reato di renitenza alla leva. 

## Il dibattito
Il ricorso alla coscrizione obbligatoria spesso sottraeva risorse giovani alle famiglie di reddito medio-basso, privandole della manodopera da impiegare nei lavori agricoli più pesanti e del relativo reddito. In mancanza di uno Stato sociale, i figli provvedevano al sostentamento dei genitori anziani, che erano privati di tale reddito dal servizio di leva, che non era retribuito.
Il periodo di ferma era inoltre visto dai sostenitori dell'obiezione di coscienza (movimento sviluppatosi soprattutto a partire dagli anni settanta del XX secolo) come un periodo di riduzione della libertà personale e spesso paragonato anche ad una forma di reclusione. 
In Italia, negli anni 1960, si verificarono innumerevoli casi di obiettori di coscienza che hanno affrontato anni di prigione come protesta alla coscrizione militare e caso analogo si verificò negli Stati Uniti come protesta per la guerra in Vietnam e ciò permise, in Italia, nel 1972 l'approvazione di una legge che riconosce l'obiezione di coscienza come un beneficio che lo Stato può dare all'obiettore per l'esonero al servizio militare per sostituirlo con uno civile, mentre negli Stati Uniti, l'anno dopo, ci fu la totale abolizione della coscrizione militare.
Il passaggio a un esercito di professionisti ha mostrato, anche se non totalmente, di risolvere queste problematiche, talvolta a fronte di un aggravio della spesa militare per la retribuzione delle nuove risorse.

## Coscrizione selettiva e universale
Alcuni paesi del mondo applicano una coscrizione selettiva, ossia arruolare solo le persone ritenute più forti fisicamente e in questi paesi il numero di coscritti arruolanti è decisamente più basso rispetto ai paesi che applicano una coscrizione universale (come Finlandia e Corea del Sud), dove chiunque non sia impedito fisicamente è arruolato o se è un obiettore di coscienza è obbligato a svolgere un servizio alternativo, qualora esistesse. 

## Nel mondo

### Albania
Durante l'epoca comunista tutte le persone dai 18 anni in su erano tenuti ad arruolarsi. Per un periodo di due anni si era obbligati (anche una volta finito l'addestramento) a partecipare ad esercitazioni dalla durata di quattro mesi. Nell'Albania odierna, il servizio militare è volontario.

### Algeria
Il servizio militare in Algeria è regolato dall'ordinanza n. 74-103 del 15 novembre 1974 e prevede una durata di diciotto mesi. Tutti i cittadini di sesso maschile, a partire dal diciassettesimo anno di età, sono iscritti nelle liste di leva; sono tuttavia previsti casi di rinvio per motivi di studio.

### Armenia
Viste le storiche tensioni con il vicino Azerbaigian che sono spesso culminate in conflitti armati, l'Armenia prevede il servizio militare obbligatorio di due anni per tutti i maschi dai 18 ai 27 anni.

### Azerbaigian
Il servizio militare in Azerbaigian è obbligatorio per tutti i maschi di anni 18 e non fanno eccezione nemmeno gli obiettori di coscienza vista l'inesistenza di un servizio alternativo. La durata del servizio è di 18 mesi purché non si possieda una laurea, in tale caso il servizio è ridotto a 12 mesi. 

### Austria
In Austria il servizio militare è obbligatorio per tutti i cittadini di sesso maschile e dura sei mesi; è tuttavia previsto un servizio civile per gli obiettori di coscienza, della durata di nove mesi. Nel 2013 la possibile abolizione del servizio militare fu oggetto del referendum del 20 gennaio, che venne respinta con il 59,7% dei voti.

### Australia
Dopo la seconda guerra mondiale il servizio militare obbligatorio è stato abolito; è tuttavia possibile arruolarsi nell'Australian Defence Force a partire dai diciassette anni, con il consenso dei genitori.

### Brasile
Il servizio militare è obbligatorio in base al principio dell'art. 143 della Costituzione brasiliana; tuttavia, le modalità ed i termini sono rimandate alla legge. Attualmente ad esso soggiacciono i cittadini maschili di età compresa tra i 18 e 45 anni, mentre il servizio dura da nove a dodici mesi.

### Bosnia-Erzegovina
La Bosnia ed Erzegovina ha abolito il servizio militare obbligatorio a partire dal 1º gennaio 2006.

### Bulgaria
La Bulgaria ha sempre adottato il servizio militare obbligatorio, nello specifico per i cittadini di sesso maschile tra i 18 ed i 27 anni d'età. La durata del servizio dipendeva dal grado di istruzione. Per gli studenti e i laureati il servizio durava sei mesi, mentre per i cittadini senza alcun titolo di studio il servizio da prestare durava nove mesi. La durata del servizio nel 1994 era di due anni, anche se negli anni è diminuita costantemente sino alla definitiva abolizione, stabilita nel 2007; gli ultimi coscritti in servizio rientrarono alla vita civile il 25 novembre di quell'anno.

### Bielorussia
In Bielorussia il servizio militare è obbligatorio per tutti i maschi di età compresa fra i 18 e i 27 anni e dura 18 mesi ma la sua durata è ridotta a 12 mesi per i laureati. È previsto anche un servizio alternativo per gli obiettori di coscienza. 

### Canada
In Canada il servizio militare obbligatorio non è mai stato richiesto in tempo di pace; esso divenne una questione controversa durante la prima e la seconda guerra mondiale, in particolare nella provincia del Québec.

### Cina
Nella Repubblica Popolare Cinese il servizio militare è de iure previsto per tutti i maschi di età superiore ai 18 anni in virtù dell'articolo 55 della Costituzione che ribadisce che la protezione della nazione è un dovere dei cittadini cinesi e di conseguenza andrebbe prestato servizio militare ed eventualmente unirsi all'esercito. Tuttavia, de facto dal 1949 non è mai stata applicata la coscrizione obbligatoria nella pratica dal momento che il numero di volontari che si sono uniti all'esercito cinese è ritenuto sufficientemente grande da non essere necessaria la presenza di coscritti. Per quanto riguarda le regioni amministrative speciali di Hong Kong e Macao, il servizio militare non è previsto nemmeno dal punto di vista legale. Tuttavia, nella Repubblica di Cina (Taiwan) il servizio militare è attivo anche nella pratica dal 1951 e prevede attualmente una durata di quattro mesi ma verrà estesa a 12 mesi nel 2024 con un aumento anche degli stipendi per i coscritti.

### Colombia
In Colombia per gli uomini dai 18 ai 27 anni è obbligatorio il servizio militare per sei mesi.

### Corea del Sud
La Corea del Sud è formalmente ancora in guerra con la Corea del Nord, in quanto dopo la fine della Guerra di Corea non è mai stato firmato un trattato di pace effettivo e di conseguenza dispone di un servizio militare obbligatorio per la durata di diciotto mesi, ventuno fino al 2016 (in esercito è ridotto a un giorno per due settimane).
Il riconoscimento all'obiezione di coscienza è avvenuto in tempi recenti: solo nel 2018 la Corte suprema della Repubblica di Corea ha stabilito che l'obiezione di coscienza è un motivo valido per l'esonero al servizio militare e all'accesso ad un servizio sostitutivo, proponendosi come alternativa alla reclusione. Il servizio alternativo è stato quindi istituito nel 2020 ma ha suscitato controversie in quanto è stato giudicato come "punitivo" poiché contrariamente al servizio civile presente in altri paesi dove può manifestarsi in varie forme, in Corea del Sud il solo e unico servizio alternativo contemplato prevede il lavoro all'interno delle strutture carcerarie da parte degli obiettori di coscienza ma con obbligo di dimora all'interno della struttura e con la durata di trentasei mesi, durando il doppio del servizio militare e lo rende anche il servizio alternativo più lungo del mondo. Il totale esonero da entrambi i servizi è quasi inesistente: alcuni rarissimi casi riguardano atleti professionisti. 
Le visite mediche iniziano verso il 18º anno di età e il servizio ha inizio all'età di 19 oppure 20 anni: è possibile rinviare per motivi di studio e comunque non oltre i 28 anni. Le donne non sono obbligate a prestare servizio militare ma possono comunque unirsi volontariamente all'esercito.

### Corea del Nord
Nella Corea del Nord dal 1993 la durata del servizio è di 10 anni sia per uomini che per le donne, alle quali viene applicata una coscrizione selettiva, mentre per gli uomini è universale. I coscritti vengono registrati all'età di 14 anni e fra i 15-16 anni iniziano le prove fisiche e psichiche e affinché si risulti idonei è necessario essere alti 148 cm e pesare 43 chili anche se spesso avvengono eccezioni. il servizio ha inizio a 17 anni, di solito appena ottenuto il diploma. 
L'applicazione della coscrizione obbligatoria a soggetti minorenni ha sollecitato preoccupazioni da parte del Comitato per i diritti dell'infanzia delle Nazioni Unite ma il governo di Pyongyang ha ratificato che i coscritti hanno anche accettato volontariamente la partecipazione alla vita militare sin da giovanissimi. Non esistono informazioni riguardante l'obiezione di coscienza nello Stato coreano.

### Costa Rica
La Costa Rica ha abolito il servizio militare obbligatorio nel 1948 e, nel 1949, anche le forze armate.

### Croazia
La Croazia ha abolito il servizio militare obbligatorio a partire dal 1º gennaio 2008; il servizio è oggi volontario.

### Danimarca
La Danimarca ribadisce nella sua costituzione (articolo 81) l'obbligatorietà a tutti i maschi in salute d'età superiore ai 18 anni nel prestare servizio militare: la durata è di 4 o 12 mesi. A partire dal 2003, è stato riconosciuto dal governo danese la possibilità di svolgere un servizio alternativo per coloro che non intendessero prestare il servizio militare, sostituendolo con il servizio civile. Le donne non sono obbligate a prestare servizio militare ma possono prestarlo se mosse dalla loro stessa volontà. I cittadini di sesso maschile di Groenlandia e delle Isole Fær Øer non sono soggetti all'obbligo di coscrizione, in quanto è compito dell'esercito danese la difesa di questi territori di sua dipendenza. Nonostante la leva sia presenta sin dall'epoca vichinga (in pratica, più di mille anni), in Danimarca c'è una forte opposizione nei confronti del servizio di leva, ad esempio tre coscritti su quattro lasciano il servizio appena viene concesso il congedo.

### Estonia
In Estonia il servizio militare obbligatorio fu istituito sul finire del 1991, ossia dopo aver ottenuto l'indipendenza dall'Unione Sovietica: la sua obbligatorietà ricade sui maschi di età superiore a 18 anni e la sua durata si aggira fra gli 8 e gli 11 mesi.

### Eritrea
In Eritrea il servizio militare è obbligatorio per tutti i cittadini di età superiore a 18 anni, indistintamente dal sesso. La durata è a tempo indeterminato ma generalmente è di 18 mesi. La pena inflitta ai renitenti è talmente elevata che è possibile attuare il diritto di asilo.

### Francia
Il servizio militare obbligatorio fu istituito con la legge Jourdan-Delbrel il 5 settembre 1798; successivamente venne abolito durante la presidenza di Jacques Chirac con la legge 97-1019 del 28 ottobre 1997, con efficacia a partire dal 1998. Il Parlamento francese ha successivamente adottato nel 2018 un piano per l'introduzione di un servizio nazionale universale per entrambi i sessi che hanno compiuto 16 anni, comprendente programmi di educazione civica e di storia francese per 2 settimane (4 settimane facoltative), durante il periodo estivo per non compromettere il percorso scolastico, la seconda fase prevede la collaborazione dei ragazzi con la croce rossa o l'ordine dei cavalieri di Malta anch'essa obbligatoria, la terza fase prevede la possibilità di servizio militare tra i 18 e 25 anni, tuttavia in quest'ultima fase a carattere volontario. La legge entrerà in vigore a partire dal 2026.

### Finlandia
In Finlandia il servizio militare è obbligatorio per tutti i maschi di età superiore ai 18 anni e la sua durata varia dai 6 ai 12 mesi; in alternativa è previsto anche un servizio civile della durata fissa di 12 mesi; il rifiuto di entrambi i servizi è punito con 173 giorni di reclusione. 
I testimoni di Geova dal 2019 non sono più esonerati dal servizio militare. Gli abitanti delle Isole Åland, essendo una regione autonoma e demilitarizzata, sono esonerati dall'obbligatorietà del servizio militare ma possono svolgerlo volontariamente recandosi sulla terraferma finlandese. 

### Grecia
Dal 2009, la Grecia ha un servizio militare obbligatorio di nove mesi nell'Esercito e di dodici mesi nella Marina e nell'Aeronautica, che si applica a tutti i cittadini di sesso maschile aventi un'età compresa tra i 19 ed i 45 anni. Sebbene la Grecia stia sviluppando un sistema militare professionale, continua a far rispettare il servizio militare obbligatorio di nove mesi. È stato affermato che il progetto dovrà essere ridotto a sei mesi in futuro. Le donne sono accettate nell'Esercito greco come professioniste stipendiate. Il servizio alternativo è previsto ma dura 21 mesi.

### Georgia
In Georgia il servizio militare è obbligatorio per tutti i maschi d'età compresa fra i 18 e i 27 anni con la durata di 12 mesi. Sono esonerati tutti coloro che soffrono di gravi malattie, che si sono macchiati di gravissimi crimini o coloro che possiedono un particolare talento, confermato poi da apposito decreto del Presidente del Consiglio. L'esonero è previsto anche per gli obiettori di coscienza, obbligati tuttavia a svolgere il servizio civile obbligatorio.

### Germania
Adottata sin dalla nascita dell'impero tedesco ed abolita alla fine della prima guerra mondiale, la leva militare fu ripristinata nel 1933 da Adolf Hitler, andando contro le disposizioni del trattato di Versailles che poneva un numero limitato di soldati che l'esercito tedesco poteva avere: chiunque avesse rifiutato l'arruolamento era punito con la morte. Il servizio militare fu poi mantenuto nella Germania Ovest nel 1949 e introdotto nella Germania dell'Est nel 1962. Gli abitanti di Berlino Ovest erano a prescindere esonerati dal servizio militare (molti tedeschi dell'Ovest e dell'Est volevano avere il domicilio in questa città molto spesso per tale ragione), i cittadini invece di Berlino Est potevano evitare il servizio militare unicamente se fossero riusciti a superare il muro senza venir uccisi dalle guardie per raggiungere il settore Ovest, amministrato dalla Germania Ovest. La durata della leva militare obbligatoria è stata progressivamente ridotta con il passare dei decenni, venendone sospesa l'operatività a decorrere dal 1º luglio 2011. Gli ultimi coscritti sono stati arruolati il 1º gennaio 2011. Nel 2018 alcuni parlamentari dell'Unione Cristiano-Democratica di Germania facenti parte del governo tedesco, hanno espresso l'auspicio della sua reintroduzione.

### Giappone
La coscrizione è stata totalmente abolita in Giappone il 17 novembre 1945, due mesi dopo la resa del Giappone nella Seconda guerra mondiale. La Costituzione del paese non prevede a livello costituzionale una disciplina della leva militare per l'arruolamento nelle Jieitai, ossia le forze di autodifesa giapponesi, costituzionalmente infatti il Giappone è sprovvisto di esercito anche se nella pratica possiede una delle più potenti forze armate al mondo. Durante la storia del Giappone post-guerra, si è spesso discusso se il ripristino della coscrizione sia incostituzionale o meno: nel 2014, il Primo ministro del Giappone Shinzō Abe ha interpretato che la Costituzione vieta la coscrizione. 
Prima della Seconda guerra mondiale, la leva aveva una durata di trentasei mesi (notevolmente abbassata allo scoppiare del conflitto) per tutti i maschi di età superiore ai 20 anni, a partire dal 1873, ossia durante la restaurazione Meji nella quale, era stata vista le necessità di creare un esercito in grado di competere con le nazioni europee e si ritenne che tale obiettivo necessitava di instaurare il regime di coscrizione obbligatoria per poter essere realizzato. 

### Irlanda
L'Irlanda non ha mai adottato la coscrizione obbligatoria, neppure quando faceva parte del Regno Unito, infatti, quando nel gennaio 1916 fu istituito il servizio militare obbligatorio britannico, l'Irlanda fu esclusa: dall'Irlanda a combattere la Grande guerra si presentarono unicamente volontari. 
Due anni dopo però, nell'aprile 1918, una legge del parlamento britannico impose la leva anche in Irlanda, ciononostante mai nessun coscritto irlandese fu effettivamente arruolato nell'esercito britannico, ma tale gesto contribuì ulteriormente alla secessione irlandese. 

### Israele
In Israele il servizio di leva è obbligatorio e dura trentasei mesi; è parimenti obbligatorio anche il servizio militare femminile, ma ha una durata inferiore, ovvero ventiquattro mesi. La leva è obbligatoria per ebrei e drusi, volontaria per gli arabi. Non è presente una legge specifica sull'obiezione di coscienza ma sono esonerati principalmente i pacifisti dichiarati e riconosciuti tali, nonché le donne fortemente osservanti. Il 34% delle forze armate israeliane è composto da personale femminile.

### Italia
Nonostante solo alcuni antichi Stati preunitari italiani adottassero un servizio militare obbligatorio, un servizio di leva coattivo venne adottato dopo lo proclamazione del Regno d'Italia e mantenuto anche dopo la nascita della Repubblica Italiana ed era anche volgarmente conosciuto come naja.
Il personale di leva percepiva un'indennità che differiva a seconda dell'arma di inquadramento e delle funzioni svolte. La giurisprudenza della Corte costituzionale, con le sentenze n. 164 del 1985 e n. 228 del 2004, aveva affermato che il dovere costituzionale dei cittadini della difesa della patria può venire svolto in maniera equivalente con modalità diverse e/o estranee alla difesa militare, ad esempio, tramite il servizio civile nazionale; successivamente la legge 23 agosto 2004, n. 226 ha sospeso le chiamate alla ferma per il servizio militare di leva in Italia a decorrere dal 1º gennaio 2005, limitandole a casi ben precisi. La materia è oggi disciplinata dal d.lgs. 15 marzo 2010, n. 66.

### Kirghizistan
Il servizio militare di leva è obbligatorio in Kirghizistan per tutti i maschi d'età compresa fra i 18 e i 27 anni e dal 2006 dura 12 mesi, 9 in caso di possesso di laurea. Benché esista un servizio alternativo, esso è destinato solo ad alcune minoranze religiose presenti nel paese, di conseguenza l'unica alternativa agli obiettori di coscienza per motivi diversi è la reclusione.

### Kazakistan
Il servizio militare in Kazakistan è obbligatorio per tutti i maschi d'età fra i 18 e i 27 anni. La durata è di 1 anno e sono esentati in tempo di pace: 
- cittadini che lavorano in agenzie governative in posizioni relative alla garanzia della difesa, della sicurezza e dell'ordine pubblico;
- personale aeronautico dell'aviazione statale, civile e sperimentale;
- cittadini che lavorano nell'agricoltura e negli enti per la riparazione di macchine agricole, per il periodo della semina e della raccolta;
- operatori pedagogici delle istituzioni educative di istruzione a tempo pieno per il periodo dell'anno accademico;
- studenti a tempo pieno nelle istituzioni educative;
- donne responsabili del servizio militare;
- responsabile del servizio militare per 2 anni dopo il trasferimento alla riserva;
- cittadini con 3 o più figli di età inferiore ai 18 anni;
- cittadini nei confronti dei quali è in corso un'indagine preliminare o è allo studio un procedimento penale;
- responsabile del servizio militare, eletto dai deputati del Parlamento della Repubblica del Kazakistan o da organi di rappresentanza locali.
- cittadini con precedenti penali;
- cittadini con gravi problemi di salute

Tuttavia, in tempo di guerra l'esenzione è prevista unicamente per motivi di salute. 

### Lituania
La Lituania abolì il servizio militare obbligatorio nel 2008 ma in seguito alla crisi di Crimea a causa della sua annessione alla Russia e le successive tensioni fra l'Occidente e il Cremlino, nel maggio 2015 il servizio è stato ripristinato e le chiamate alla leva sono ritornate nelle case dei lituani maschi dell'età di 18 anni nell'agosto 2015. La durata del servizio è di 9 mesi.

### Lettonia
La Lettonia ha abolito il servizio militare obbligatorio il 1º gennaio 2007 ed è attualmente l'unico paese dell'ex Unione Sovietica a non usufruire della coscrizione ma a causa dell'invasione russa dell'Ucraina nel 2022, il governo lettone ha manifestato la volontà di ripristinare le chiamate alle armi. 

### Libano
Nel Libano il servizio militare era obbligatorio per gli uomini, per la durata di un anno. A decorrere dal 4 maggio 2005, fu adottato un nuovo sistema di coscrizione consistente nel prestare servizio per sei mesi, impegnandosi, entro due anni, a metter fine alla coscrizione obbligatoria, la quale è stata abolita il 10 febbraio 2007.

### Lussemburgo
Il Lussemburgo ha il servizio militare volontario.

### Macedonia del Nord
La Macedonia del Nord ha abolito il servizio militare obbligatorio a partire da ottobre 2006.

### Messico
Il servizio militare obbligatorio è previsto da una legge promulgata l'11 settembre 1940 ed entrata in vigore il 3 agosto 1942. Il servizio è obbligatorio per tutti i cittadini messicani per nascita o naturalizzazione tra i 18 ed i 40 anni di età; essi sono tenuti a prestare un anno di servizio ripartito in attività orarie settimanali.

### Marocco
In Marocco il servizio militare obbligatorio venne introdotto nel 1966 e soppresso a partire dal 31 agosto 2006. Nel 2018, un progetto di legge approvato dal governo si è mosso verso la reintroduzione. Reintrodotto in base alla legge 44/2018, nel 2019 iniziarono nuovamente le chiamate alla leva di circa 10.000 giovani.

### Montenegro
Il Presidente del Montenegro Filip Vujanović ha abolito la coscrizione obbligatoria a decorrere dal 30 agosto 2006.

### Moldavia
In Moldavia, il servizio militare è obbligatorio per tutti i maschi di età superiore ai 18 anni, i quali hanno anche come alternativa il servizio civile. La durata dei due servizi obbligatori varia a seconda del grado d'istruzione del coscritto: per i cittadini meno istruiti il servizio militare dura 12 mesi, per quelli più istruiti 3 mesi; il servizio civile presenta anch'esso una durata di 12 mesi per i meno istruiti ma di 6 mesi per quelli più istruiti. Nel 2018 il governo moldavo sta proseguendo il piano di abolizione graduale della leva in favore di un esercito composto da professionisti.

### Paesi Bassi
Il servizio militare nei Paesi Bassi non è più operativo dal 1996; da allora è nato un dibattito su come ricorrere al volontariato giovanile.

### Perù
Il Perù ha abolito la coscrizione obbligatoria nel 1999.

### Polonia
La Polonia ha sospeso il servizio militare obbligatorio il 5 dicembre 2008 per ordine del Ministero della difesa nazionale. Il servizio militare obbligatorio è stato formalmente abolito quando il Sejm ha modificato la legge sulla coscrizione il 9 gennaio 2009; la legge è entrata in vigore l'11 febbraio 2009. Tuttavia, l'invasione russa della vicina Ucraina nel 2022, ha aperto nella società polacca il dibattito sulla reintroduzione del servizio militare. 

### Portogallo
Il Portogallo ha abolito il servizio militare obbligatorio il 19 novembre 2004. In precedenza, il servizio militare era obbligatorio per tutti i cittadini di sesso maschile. Dal 2004, tuttavia, tutti i cittadini portoghesi di 18 anni sono tenuti a partecipare a una giornata di difesa nazionale (Dia da Defesa Nacional). Ciò si applicava solo agli uomini portoghesi fino al 2010, periodo in cui questo dovere fu esteso anche alle donne. Detti cittadini possono chiedere di rinunciare ai propri doveri in virtù di una delle tre esenzioni principali:
1. Malattia prolungata, comprovata da un certificato medico in tal senso;
2. Residenza all'estero - se il cittadino in questione ha risieduto all'estero per un periodo continuo e permanente superiore ai sei mesi, può richiedere una deroga;
3. Il completamento delle funzioni militari in un altro paese - se il cittadino ha completato le funzioni militari per un altro paese, purché tale paese sia firmatario della Convenzione europea sulla nazionalità, può richiedere una deroga.

Tali richieste non sono automatiche, e devono essere inoltrate al Direttore generale delle risorse della difesa nazionale (Diretor-Geral de Recursos da Defesa Nacional), a discrezione del quale può essere concessa una deroga.

### Repubblica Ceca
La Repubblica Ceca ha abolito il servizio militare obbligatorio il 31 dicembre 2004.

### Regno Unito
Adottato in vari periodi durante la storia del Regno Unito, nel XX secolo la leva obbligatoria venne introdotta con il Military Service Act 1916. Nel 1939 assunse la denominazione di National Service, ma, dopo la fine della seconda guerra mondiale, la durata ne venne progressivamente ridotta, anche a causa della decolonizzazione e della fine dell'impero britannico: non era dunque più necessaria la presenza di milioni di soldati per poter controllare l'immenso impero. Alla fine degli anni '50 si decise di abolire il servizio militare, quando il 31 dicembre 1960 venne meno la chiamata per le classi del 1939; l'ultimo coscritto britannico venne congedato nel maggio del 1963. A partire da tale data, le Forze armate britanniche sono composte solo da volontari.

### Romania
Il servizio militare obbligatorio era previsto per i cittadini di sesso maschile sotto i 35 anni ed aveva una durata variabile dai sei ai diciotto mesi, ma, a seguito dell'emendamento costituzionale del 2003 che ha permesso al Parlamento di costituire il servizio militare facoltativo, il Parlamento rumeno, nell'ottobre 2005, votò per abolire la coscrizione militare obbligatoria; il servizio obbligatorio è stato poi sospeso il 23 ottobre 2006.

### Russia
Già obbligatorio nell'Unione Sovietica, secondo il decreto n.1237/1999 del Presidente della Federazione Russa Boris Nikolaevič El'cin, il servizio militare è obbligatorio per tutti i cittadini maschi tra i 18 e i 27 anni e prevedeva una durata di due anni. È stato successivamente ridotto a diciotto mesi nel 2007 ed a dodici mesi nel 2008. Il presidente Vladimir Putin, nel 2019, ha poi annunciato l'intenzione di volerlo abolire. Ad Aprile del 2023 l'età minima per il servizio militare è stata alzata da 18 a 20 anni. È contemplato un servizio alternativo in tempo di pace, tuttavia in tempo di guerra la leva militare è un obbligo assoluto.

### San Marino
A San Marino fu istituito un servizio di leva nel 1983 e sospeso nel 2005, ossia quando anche l'Italia lo fece. Tale servizio permetteva anche ai sanmarinesi in possesso della cittadinanza italiana e viceversa, di poter svolgere il servizio di leva sia nella Repubblica di San Marino che nella Repubblica italiana. 

### Serbia
La coscrizione era obbligatoria per tutti gli uomini di età compresa tra i 19 e i 35 anni. Nella pratica, però, gli uomini oltre il ventisettesimo anno venivano raramente chiamati. Il servizio, solitamente, veniva svolto dopo gli studi universitari. La durata del servizio era in genere di nove mesi, ma nel 2006 essa fu ridotta a sei mesi. Era anche un'alternativa per gli obiettori di coscienza, che durava nove mesi. Per i cittadini serbi che vivevano al di fuori del Paese non era previsto il completamento del servizio militare, tuttavia, poteva essere rimandato se tale condizione avesse un serio impatto sulla carriera nel paese dove il cittadino risiedeva. Questo poteva essere fatto contattando l'ambasciata del paese di residenza (se sotto i 27 anni) oppure contattando direttamente l'Esercito, se oltre i 27 anni. In Serbia il servizio militare obbligatorio è stato abolito il 15 dicembre 2010, con efficacia a partire dal 1º gennaio 2011.

### Slovacchia
La Slovacchia ha abolito il servizio militare obbligatorio il 1º gennaio 2006.

### Slovenia
Il Primo ministro Anton Rop ha abolito il servizio militare obbligatorio a decorrere dal 9 settembre 2003.

### Spagna
Il Parlamento spagnolo ha abolito il servizio militare obbligatorio con una legge nel 1999, con effetto dal 1º gennaio 2002. Sia il servizio militare sia quello alternativo duravano nove mesi e negli ultimi anni la maggior parte dei coscritti aveva scelto di svolgere il servizio alternativo piuttosto che quello militare.

### Stati Uniti d'America
La coscrizione è stata adottata durante vari episodi della storia degli Stati Uniti, 
e per la prima volta durante la rivoluzione americana. In seguito allo scoppio della guerra del Vietnam, dove molti coscritti vennero costretti, per sorteggio, a partecipare al conflitto, verso la fine della guerra la leva venne abolita, terminando nel 1973. Successivamente, l'ordine esecutivo del presidente Jimmy Carter del 2 luglio del 1980 n. 4471 affermò l'obbligo per i cittadini di sesso maschile di iscriversi, ai sensi dell Military Selective Service Act del 1948 negli elenchi dell'agenzia governativa Selective Service System.
La legge prevede, ad oggi, che tutti i cittadini statunitensi di sesso maschile tra i 18 ed i 25 anni di età si iscrivano alle liste tenute dall'agenzia, e che i trasgressori siano puniti con una multa fino a 250 000 dollari o quattro anni di reclusione in carcere; l'iscrizione negli elenchi è comunque necessaria per ottenere alcuni benefici, come eventuali aiuti finanziari per l'iscrizione al college.

### Svezia
Il servizio militare fu reso obbligatorio in Svezia a partire dal 1902. Tutti gli uomini svedesi tra i 18 e i 47 anni erano chiamati a prestare servizio nelle Försvarsmakten, le forze armate svedesi. Il numero degli arruolati è cambiato nel tempo, ma durante la guerra fredda era circa del 90%. Il servizio militare durava tra gli otto ed i quindici mesi di addestramento, ma varie riforme ne hanno modificato il periodo in undici o quindici mesi, tenendo in considerazione la condizione scolastica.
Gli uomini potevano scegliere di prestare un servizio civile, per esempio come vigili del fuoco. Generalmente, il servizio civile aveva una durata inferiore rispetto a quello militare. A partire dal 1980, le donne possono prestare servizio nelle Forze armate. Nel 2002 il governo svedese prese in esame la possibilità di rendere obbligatorio il servizio militare anche per le donne. Il servizio obbligatorio è stato poi abolito a partire dalla metà del 2010, ma, nel 2016, il governo ne ha annunciato il ripristino per il 2018. In quell'anno la leva è stata quindi ripristinata, con l'estensione di essa a tutti i generi sessuali, unico caso ad oggi assieme alla Norvegia.

### Svizzera
Nonostante la storica neutralità della Confederazione Elvetica, il servizio militare obbligatorio è previsto a livello federale in tutti i cantoni svizzeri, e all'obbligo sono soggetti i maschi di anni 18. La durata è di 10 mesi. Dal 1996 è previsto anche un servizio civile per gli obiettori di coscienza ma la sua durata è di 1,5 volte superiore. Il 22 settembre 2013 è stato svolto un referendum sull'abolizione del servizio di leva, proposta tuttavia respinta con il 73%.

### Tajikistan
In Tagikistan il servizio militare è obbligatorio per i maschi di 18 e 27 anni e la sua durata è di 24 mesi. È possibile evitare il servizio pagando la cifra di circa 20.000 somoni tagiki, in tal caso però si è comunque obbligati a partecipare ad un corso di preparazione militare della durata di un mese.

### Tanzania
La Tanzania si serve di soldati volontari; non ha mai ufficialmente adottato la leva obbligatoria da quando è diventata indipendente.

### Tunisia
Il servizio militare in Tunisia è obbligatorio dal 1957 e si applica a tutti i cittadini dai 20 ai 35 anni di età. Coloro che sono impegnati in programmi di istruzione superiore o di formazione professionale, prima di prestare il servizio militare, sono autorizzati a ritardarlo fino a quando non abbiano completato i loro programmi. La durata del servizio militare è di un anno. I coscritti beneficiano di un'indennità mensile di 200 dinari per i titolari di un diploma di scuola superiore o che hanno completato con successo almeno due anni di laurea e titolari di un certificato di formazione professionale per tecnici superiori, e 100 dinari per altre reclute.

### Turchia
Il servizio militare obbligatorio trova il suo fondamento nell'attuale Costituzione della Repubblica Turca e prevedeva una durata di dodici mesi: infatti, nel 2019 il presidente Recep Tayyip Erdoğan ha firmato una legge che ne dimezza la durata temporale, dietro pagamento di 31 000 lire turche; tuttavia, l'obiezione di coscienza è vietata.

### Turkmenistan
In Turkmenistan la leva è obbligatoria per i maschi d'età compresa fra i 18 e i 27 anni con la durata di due anni.

### Ucraina
La leva dura un anno, e all'obbligo sono soggetti gli individui di sesso maschile tra i 18 ed i 25 anni di età, con possibilità alternativa di servire presso un'accademia militare per ufficiali tramite un programma offerto nelle università, che non implica l'arruolamento automatico nelle Forze armate ucraine. In seguito ai tagli in termini di leva (da 24 mesi a 18 mesi nei primi anni 2000 e a 12 mesi nel 2004) e una riduzione totale del numero dei coscritti (a causa del passaggio previsto da un esercito di leva a uno di professionisti a tempo pieno), il Ministro della Difesa annunciò che l'ultimo scaglione di leva sarebbe stato quello della fine del 2010.
Nell'ottobre del 2013, il presidente Viktor Janukovyč promulgò un decreto di abolizione, a partire dal 2014, del servizio militare obbligatorio. Il superamento del servizio, che sarebbe dovuto avvenire in modo progressivo nel 2017, doveva portare una riduzione degli organici da 184.000 a 122.000 unità ed una riduzione generale della spesa per la difesa. Tuttavia, a causa della crisi in Crimea del 2014, il presidente ad interim Oleksandr Turčynov emanò un decreto che ha reintrodotto il servizio obbligatorio per i giovani di sesso maschile tra i 18 ed i 25 anni.
Con l’invasione russa (24 febbraio 2022) è entrata in vigore la legge marziale: tutti i cittadini di sesso maschile in età compresa tra 18 e 60 anni sono considerati potenziali coscritti. A loro è vietato lasciare il paese.
Il reato di diserzione, o rifiuto del servizio di leva obbligatorio, è punito dagli artt. 408 e 409 del codice penale ucraino, con reclusione da 2 e 5 anni (pena aggravata a 5-12 anni se, come nella specie, sono commessi sotto il regime della legge marziale o nel corso di una battaglia).
I cittadini di sesso femminile non sono soggetti all'obbligo di leva.

### Ungheria
Dal 2004 la coscrizione obbligatoria è stata sospesa in Ungheria in tempo di pace e la sua riattivazione necessita dello stato di guerra.

### Uzbekistan
In Uzbekistan la leva è obbligatoria per tutti i maschi fra i 18 e i 27 anni e la sua durata è di 18 mesi, salvo i laureati che devono prestare 12 mesi di servizio militare. L'articolo 51 della costituzione uzbeka specifica che in alternativa al servizio militare è contemplato anche un servizio alternativo.

### Vietnam
A partire dall'unificazione del Vietnam nel 1975, nel paese del Sud-Est asiatico sono chiamati tutti i maschi fra i 18 e i 25 anni (18 e 27 per chi deve completare studi universitari) nel prestare servizio militare per la durata di 2 anni. L'esonero è previsto per persone con disabilità; persone con malattie gravi; I malati di mente e le persone con malattie croniche.

## La posizione dei Testimoni di Geova
In alcuni Stati, come negli USA, Svezia e Germania i testimoni di Geova sono esentati dal servizio militare e sostitutivo, come gli altri ministri religiosi, se possono fornire le prove che dedicano una sufficiente quantità di tempo all'opera di predicazione.

## Dati e statistiche
In questo sommario vengono riportati i dati relativi al servizio militare in 195 Stati del mondo.

### Paesi dove è operativo il servizio militare obbligatorio
- Armenia (2 anni)
- Algeria (12 mesi)
- Austria (6 mesi, oppure 9 mesi di servizio civile)
- Azerbaigian (12 mesi per i laureati, 18 mesi per i non laureati)
- Brasile (1 anno)
- Cambogia (18 mesi)
- Bielorussia (12 mesi per i laureati, 18 mesi per i non laureati)
- Colombia (18 mesi)
- Corea del Nord (sia per uomini sia per donne, 5-8 anni nell'Esercito, 5-10 anni in Marina; 3-4 anni in aviazione. È seguito da un servizio part-time obbligatorio fino a 40 anni)
- Corea del Sud (21 mesi)
- Costa d'Avorio (18 mesi)
- Cuba (2 anni)
- Danimarca (4–12 mesi)
- Egitto (1-3 anni)
- Eritrea (18 mesi)
- Estonia (8–11 mesi)
- Finlandia (6–12 mesi)
- Georgia (12 mesi)
- Grecia (9-12 mesi)
- Guatemala (1–2 anni)
- Iran (18 mesi)
- Israele (sia per uomini sia per donne, dura tre anni per gli uomini, due per le donne; obbligatorio per ebrei e drusi, facoltativo per gli arabi; sono esonerati principalmente i pacifisti dichiarati e riconosciuti tali e le donne fortemente osservanti)
- Laos (18 mesi)
- Lituania (9 mesi)
- Moldavia (1 anno)
- Messico (1 anno a tempo parziale - 4 ore alla settimana)
- Mongolia (1 anno)
- Norvegia (1 anno, seguito da 4-5 periodi addestrativi)
- Paraguay (1 anno per l'Esercito, 2 anni per la Marina)
- Russia (1 anno)
- Svezia (9-11 mesi)
- Svizzera (da 18 a 21 settimane, seguiti da 6 corsi di ripetizione di 3 settimane (per i soldati) da fare tra i 21 e i 34 anni di età, oppure in un unico periodo di 10 mesi)
- Thailandia (2 anni)
- Tunisia (1 anno)
- Turchia (6 mesi per i laureati, 18 mesi per i non laureati)
- Turkmenistan (2 anni)
- Ucraina (1 anno)
- Uzbekistan (6 mesi per i laureati, 12 mesi per i non laureati)
- Kirghizistan (9 mesi per i laureati, 12 per i non laureati)

### Paesi dove vige il servizio militare volontario
- Afghanistan
- Albania
- Antigua e Barbuda
- Arabia Saudita
- Argentina
- Australia
- Bahamas
- Bahrein
- Bangladesh
- Barbados
- Belgio
- Bhutan
- Birmania
- Bosnia ed Erzegovina
- Botswana
- Brunei
- Bulgaria
- Camerun
- Canada
- Cile
- Cina (de facto)
- Croazia
- Emirati Arabi Uniti
- Figi
- Filippine
- Francia
- Gambia
- Germania
- Ghana
- Gibuti
- Giappone
- Giamaica
- Haiti
- Honduras
- India
- Iraq
- Irlanda
- Italia
- Kenya
- Kosovo
- Lettonia
- Libano
- Lesotho
- Lituania
- Liberia
- Lussemburgo
- Madagascar
- Macedonia del Nord
- Malawi
- Maldive
- Malta
- Marocco
- Montenegro
- Namibia
- Nepal
- Nuova Zelanda
- Nicaragua
- Nigeria
- Paesi Bassi
- Oman
- Pakistan
- Palestina
- Papua Nuova Guinea
- Perù
- Polonia
- Portogallo
- Qatar
- Regno Unito
- Rep. Ceca
- Rep. del Congo
- RD del Congo
- Rep. Dominicana
- Romania
- Ruanda
- Saint Kitts e Nevis
- San Marino
- Serbia
- Stati Uniti
- Seychelles
- Sierra Leone
- Slovacchia
- Slovenia
- Spagna
- Sudafrica
- Sri Lanka
- Suriname
- eSwatini
- Tanzania
- Timor Est
- Tonga
- Trinidad e Tobago
- Ungheria
- Venezuela
- Yemen
- Zambia

### Coscrizione obbligatoria solo in particolari circostanze
- Belize - coscrizione solo se i volontari sono insufficienti; non vi è mai stata coscrizione obbligatoria.
- Bolivia - se manca il numero annuale di volontari scatta la coscrizione obbligatoria.
- Stati Uniti - il servizio fu operativo ma il Congresso degli Stati Uniti ha il potere di riattivare la coscrizione.
- Uruguay - l'arruolamento è volontario in tempo di pace, ma il governo ha l'autorità di porre in atto la coscrizione in caso di emergenza.
- Italia - il servizio militare in tempo di pace è sospeso e l’arruolamento è volontario in tempo di pace, ma può essere ristabilito in caso di guerra o di crisi internazionale nella quale il paese sia coinvolto direttamente.

### Paesi senza forze armate
- Andorra
- Costa Rica
- Grenada
- Islanda
- Kiribati
- Liechtenstein
- Isole Marshall
- Mauritius
- Micronesia
- Monaco
- Nauru
- Palau
- Panama
- Samoa
- Isole Salomone
- Tuvalu